# 마녀보감
《마녀보감》은 2016년 5월 13일부터 2016년 7월 16일까지 방영된 JTBC 금토 드라마이다.

## 줄거리
저주로 얼어붙은 심장을 가진 백발마녀가 된 비운의 공주 연희(서리)와 마음속 성난 불꽃을 감춘 열혈 청춘 허준의 사랑과 성장을 그린 판타지 로맨스다.

## 등장 인물

### 주요 인물
- 윤시윤 : 허준 역
- 김새론 : 연희(서리) 역 - 순회세자의 숨겨진 쌍둥이 누이, 저주받은 공주
- 이성재 : 최현서 역 - 소격서 영(令)/ 하늘로부터 받은 신성한 힘을 오로지 국가와 왕실을 위해 복을 빌고 재앙을 물리치는 데에만 사용하던 소격서의 우두머리
- 염정아 : 홍주 역 - 성수청 대무녀/ 사람을 해하는 저주나 비방술 등 온갖 흑주술에 능한 흑무당. 궁과 조선에 위험을 부르는 요주의 인물
- 곽시양 : 최풍연 역 - 최현서의 맏아들. 내금위 종사관/ 다정한 성격에 훈훈한 외모. 연희의 유일한 오라비이자 벗이자 버팀목

### 궁
- 장희진 : 중전 심씨 / 대비 심씨 (인순왕후 심씨) 역 - 조선 제13대 왕 명종의 비(妃). 죽은 세자 부에게 집착하는 잘못된 모성애로 서리를 위협하는 인물
- 이지훈 : 선조 역 - 조선 제14대 왕
- 김영애 : 대비 윤씨 (문정왕후 윤씨) 역 (특별출연) - 조선 제13대왕 명종의 어머니/ 명종을 어린 나이에 왕위에 앉히고 수렴첨정이란 이름으로 천하를 손에 쥐고 흔든 희대의 악녀
- 이다윗 : 명종 역 (특별출연) - 조선 제13대 왕
- 여회현 : 순회세자 부 역 - 흑주술로 태어난 서리의 쌍둥이 남동생이자 조선의 왕세자
- 정인선 : 해란 역 (특별출연) - 서리의 친모/ 강력한 신기를 가진 종무녀/ 타고난 신기로 신내림을 받고 성수청에 입궐하지만 대비윤씨의 흑주술의 제물이 되어 억울한 최후를 맞는 비참한 여인

### 소격서
- 이이경 : 요광 역 - 수려한 외모와 훤칠한 키. 뛰어난 무술 실력과 중저음의 목소리. 소격서의 다섯도사들 사이에서 눈에 띄는 유일한 젊은피, 막내 서리가 된 연희가 유일하게 기댈 수 있는 오라버니이자 바른길로 서리를 이끄는 든든한 조력자. 능력은 둔갑술!
- 미상 : 천추 역
- 미상 : 천권 역
- 미상 : 옥형 역
- 미상 : 개양 역

### 허준 일가
- 조달환 : 허옥 역 - 허윤의 적자/허준에 비해 둔한 두뇌와 타고난 게으름으로 늘 허준과 비교되며 스트레스를 받는다. 자신보다 재주도 뛰어나고, 똑똑하고 잘생긴 이복동생 허준에게 콤플렉스를 가지고 있다
- 김희정 : 김씨 역 (특별출연) - 노비출신의 허준의 어머니/ 자신의 아들을 살리기 위해 자신의 아들의 편이 한번도 되어주지 못했던 비운의 어머니. 천한 출신이지만 어딘지 모르게 기품이 흐르는 여인
- 전미선 : 손씨 역 (특별출연) - 허윤의 정실부인/ 허옥의 친모. 겉으론 누구보다 온화하고 착하고 다정하지만 사실 속에는 성미가 간악하고 시기 질투가 많으며 욕심 또한 많다
- 미상 : 허윤 역

### 그 외 인물
- 문가영 : 솔개 역 - 풍연의 벗이자 호위무사
- 도희 : 순득 역 - 타고난 생계형 사기꾼 소녀, 그러나 정의롭다. 자기 나름대로는!
- 최성원 : 동래 역 - 허준의 하나뿐인 벗이자 상단의 말단 상인
- 황미영 : 소앵 역
- 김서연 : 호위무녀 역
- 김채은 : 무매 역
- 송재인 : 기녀 역
- 정유민 : 화진 역
- 조영훈 : 보춘 역
- 김소혜 : 미향 역
- 김종훈 : 밭쇠 역
- 이창직 : 공판 역
- 권혁풍
- 김용호
- 김원진
- 송용호
- 김승필
- 이가경
- 고은민
- 송경화
- 손영순
- 이규복
- 남태부
- 권혁수
- 문수종
- 유일한
- 석보배
- 장용철
- 안민상
- 박세진 : 요비 역
- 유승일
- 설주미
- 주보라
- 김대국 : 관군 역
- 박상훈 : 해란의 어린 동생 역
- 이범훈

### 특별출연
- 윤복인 : 옥씨 역 - 풍연의 친모이자 최현서의 부인. 서리로 인해 풍연이 병이 들고 사경을 헤매자 아들을 살리기 위해 서리의 존재를 밀고
- 심훈기 : 종사관 역
- 임현성 : 투전꾼 역
- 이초희 : 기생 만월 역
- 박철민 : 상단 사람 역
- 강한나 : 중전 박씨 (의인왕후 박씨) 역
- 김갑수 : 40년 후의 허준 역
- 안길강 : 의문의 남자 역
- 남다름 : 허준의 제자 역

## 시청률
최저 시청률과 최고 시청률은 시청률 조사회사와 지역별로 시청률에 차이가 있을 수 있습니다.
| 2016년 | 2016년   | 2016년     | 2016년      |
| 회차   | 방송일   | AGB 시청률 | TNmS 시청률 |
| ------ | -------- | ---------- | ----------- |
| 제1회  | 5월 13일 | 2.606%     | 2.2%        |
| 제2회  | 5월 14일 | 1.830%     | 1.9%        |
| 제3회  | 5월 20일 | 2.422%     | 2.2%        |
| 제4회  | 5월 21일 | 1.903%     | 1.7%        |
| 제5회  | 5월 27일 | 2.545%     | 2.2%        |
| 제6회  | 5월 28일 | 2.705%     | 2.0%        |
| 제7회  | 6월 4일  | 2.986%     | 2.2%        |
| 제8회  | 6월 4일  | 2.525%     | 2.2%        |
| 제9회  | 6월 10일 | 2.380%     | 2.1%        |
| 제10회 | 6월 11일 | 2.004%     | 1.7%        |
| 제11회 | 6월 17일 | 2.260%     | 2.2%        |
| 제12회 | 6월 18일 | 2.095%     | 1.7%        |
| 제13회 | 6월 24일 | 2.797%     | 2.3%        |
| 제14회 | 6월 25일 | 1.692%     | 1.6%        |
| 제15회 | 7월 1일  | 2.742%     | 2.4%        |
| 제16회 | 7월 2일  | 1.797%     | 1.6%        |
| 제17회 | 7월 8일  | 2.322%     | 1.9%        |
| 제18회 | 7월 9일  | 1.697%     | 1.6%        |
| 제19회 | 7월 15일 | 2.709%     | 2.1%        |
| 제20회 | 7월 16일 | 2.773%     | 1.9%        |

## 결방
- 2016년 6월 3일 : 제52회 백상예술대상 방송으로 인해 결방[3]

## 동시간대 드라마
tvN 금토드라마
- 《디어 마이 프렌즈》 (2016년 5월 13일 ~ 2016년 7월 2일)
- 《굿 와이프》 (2016년 7월 8일 ~ 2016년 8월 27일)